# Свинушка тонкая
Свину́шка то́нкая (лат. Paxillus involutus) — гриб семейства Свинушковые. Ранее считался условно съедобным, в настоящее время отнесён к смертельно опасным.
Научные синонимы:
- Agaricus involutus Batsch, 1786 basionym
- Omphalia involuta (Batsch) Gray, 1821
- Rhymovis involuta (Batsch) Rabenh., 1844
- Agaricus contiguus Bull., 1785

Народные названия:
- коровник, коровья губа, свинарь, свинорой, свинуха, свиное ухо, солопена, солоха, соломаха, дуня, дунька, дубовичок. В некоторых областях свинушки называют свинухами, свинками и тому подобным образом.

## Описание
Шляпка диаметром до 12—15 см, может достигать больше 30 см. Мясистая, сначала слабовыпуклая с завёрнутым войлочным краем, потом плоская, в середине воронковидно-вдавленная, очень редко ворончатая. Край опущенный, заборчатый или прямой рубчатый, часто волнистый. У молодого гриба шляпка оливково-бурая (оливково-коричневая), у взрослых от серо-бурого до ржаво-бурого цвета. При надавливании и на срезах темнеет. На ощупь поверхность сухая, волокнисто-пушистая у молодых и более гладкая у взрослых грибов, в сырую погоду — блестящая, липкая.
Мякоть плотная, мягкая, позднее рыхлая. Цветом от бледно-жёлтого до буроватого или желтовато-коричневого, на срезе темнеет. Часто, особенно в сухую погоду, червивая. Без особого запаха и вкуса.
Гименофор нисходящий, складчатый, часто описывается как пластинчатый, хотя правильнее называть его псевдопластинками. Складчатый слой, в отличие от настоящих пластинок, можно отделить от нижней поверхности шляпки. Псевдопластинки цветом от желтовато-бурого до ржаво-бурого, светлее шляпки, при надавливании темнеют.
Ножка сплошная, короткая, длиной до 9 см и диаметром до 2 см. Поверхность ножки матовая, гладкая, охряно-оливковая или грязно-жёлтая, светлее шляпки или почти одного цвета с ней.
Споровый порошок бурый.

## Экология и распространение
Гриб произрастает в лесах различного типа, чаще всего во влажных, тенистых местах, иногда даже на стволах деревьев. Свинушка растёт группами, реже одиночно. Встречается массово с июня по октябрь. Плодоносит часто и ежегодно.

## Токсичность

### Ядовитые свойства
Впервые ядовитость свинушки была отмечена в октябре 1944 года: немецкий миколог Юлиус Шеффер после употребления свинушек в пищу почувствовал недомогание (развились рвота, диарея, лихорадка) и скончался через 17 дней от острой почечной недостаточности.
Тем не менее отношение врачей различных стран к свинушке несколько десятилетий оставалось разным: в некоторых европейских странах свинушку считали смертельно опасным грибом, а в СССР (до 1981 года) разрешали заготавливать. В изданной в 1980 году в сибирском отделении издательства «Наука» книге «Грибы — друзья и враги леса» свинушка тонкая была отнесена к съедобным грибам сибирских лесов, при этом отмечалось, что свинушки являются малоизвестными съедобными грибами. В 1981 году в Польше завершилось десятилетнее исследование случаев отравления свинушкой, которое показало следующее: в 93 из 109 случаев отравления свинушкой пациенты были госпитализированы, причём три человека умерли.
В настоящее время гриб считается ядовитым, хотя симптомы отравления проявляются не всегда и/или не сразу, отравление является вероятностным событием, поэтому причинно-следственную связь между её употреблением и отравлением установили лишь в XX веке. Среди употребляющих свинушки в пищу встречаются смертельные случаи. Дело в том, что свинушка содержит токсины (лектины), не разрушающиеся при отваривании, несмотря на то, что некоторые грибники отваривают свинушку не один раз.
Свинушка вызывает сильную аллергическую реакцию. В середине 1980-х годов швейцарский врач Рене Фламмер обнаружил антиген свинушки, способный вступать в химическую связь со структурами клеточных мембран, фиксироваться на мембране эритроцитов и провоцировать тем самым аутоиммунные реакции (гиперчувствительность II типа по Кумбсу) против собственных эритроцитов. Через некоторое время после употребления антиген гриба запускает иммунный ответ, заключающийся в выработке антител, способных повреждать клетки, на мембранах которых имеются антигены свинушки. Разрушение эритроцитов антителами вызывает гемолитическую анемию и, как следствие, нефропатию и почечную недостаточность из-за повреждения почечных клубочков фрагментами разрушенных эритроцитов.
Поскольку для выработки антител требуется определённое время, наиболее выражена аутоиммунная реакция у людей, многократно употреблявших свинушку, особенно если ранее они испытывали после такой пищи желудочно-кишечные расстройства. 
Чувствительность людей к грибным токсинам очень различна, но особенно чувствительны дети.
Также свинушка считается накопителем радиоактивных изотопов цезия и меди. Содержание тяжёлых металлов и радиоактивных изотопов в этих грибах может в десятки или даже в сотни раз превышать содержание этих же элементов в почве.
Министерство здравоохранения СССР, утверждая в июне 1981 года «Санитарные правила по заготовке, переработке и продаже грибов», исключило из списка разрешённых к заготовке грибов свинушку тонкую, а также и толстую (которая не является ни родственным свинушке тонкой грибом, ни ядовитым, однако сильно схожа внешне, почему и носит такое название и может быть перепутана с нею при сборе). В 1984 году по указанию заместителя главного санитарного врача СССР свинушка тонкая окончательно внесена в список ядовитых грибов. В 1993 году постановлением Госкомсанэпиднадзора РФ свинушка тонкая была внесена в перечень ядовитых и несъедобных грибов. Министерство здравоохранения Украины также запретило сбор и употребление в пищу свинушек.

### Симптомы отравления
При первом употреблении свинушки, как правило, никаких острых симптомов отравления не наблюдается. Тем не менее повторное употребление свинушки приводит к возникновению смертельной опасности.
Наиболее быстро развиваются желудочно-кишечные симптомы отравления: рвота, диарея, боли в животе, при этом падает объём циркулирующей крови. Вскоре после того на первый план выступают симптомы внутрисосудистого гемолиза: бледность, желтуха, снижение диуреза, повышение уровня гемоглобина в моче или, в тяжёлых случаях, олигоанурия. Медицинские лабораторные тесты показывают эритропению, повышение непрямого билирубина и свободного гемоглобина и падение гаптоглобина. Гемолиз может привести к многочисленным осложнениям, включая острую почечную недостаточность, шок, острую дыхательную недостаточность и диссеминированное внутрисосудистое свёртывание крови.

### Лечение
Противоядия не существует. Для снижения остроты аутоиммунной реакции применяются антигистаминные средства. Поддерживающее лечение включает мониторинг показателей крови, функции почек, артериального давления и водно-электролитного баланса и коррекцию отклонений. Применение кортикостероидов может быть полезным дополнением в лечении, поскольку они защищают клетки крови от гемолиза, тем самым снижая выраженность осложнений Для удаления антител из крови полезен плазмаферез. Для лечения почечной недостаточности применяется гемодиализ.